# Knjižnica Prežihov Voranc
Knjižnica Prežihov Voranc je osrednja splošna knjižnica s sedežem na Tržaški 47a (Ljubljana).
Poimenovana je bila po Prežihovemu Vorancu. Ima dislocirane enote: Rudnik, Vič, Ig, Dobrova, Škofljica, Velike Lašče, Brdo, Grba, Horjul in Podpeč.
Z ustanovitvijo Mestne knjižnice Ljubljana je knjižnica izgubila samostojni status in postala organizacijska enota.